# CineMedia Film
CineMedia Film AG war eine im CDAX börsennotierte Filmproduktionsgesellschaft. Das Unternehmen gehörte zu 56,15 Prozent der Tele München Fernseh GmbH + Co. Produktionsgesellschaft von Herbert Kloiber und zu 27,04 Prozent der Bavaria Film GmbH. Die CineMedia Film AG war die Nachfolgefirma der Geyer-Werke München.
1997 übernahmen Investoren um Jochen Tschunke (Computer 200 AG) die Firmenanteile von Geyer, die 90 Jahre in Familienbesitz waren. 1999 erfolgte nach Zukäufen von weiteren Technikdienstleistern in der Medienbranche der Börsengang. Am Neuen Markt wurden 1,5 Millionen Aktien zum Ausgabekurs von 25 € platziert. Der Startkurs lag bei 74 €, wenige Tage später erreichte die Aktien ihr Allzeithoch von 120 €. Im Jahr 2000 führte Vorstand Holger Heims noch eine erfolgreiche Kapitalerhöhung an der Börse durch, doch schon Ende 2000 lag der Aktienkurs bei nur mehr 8,51 €. Es erfolgte der Verkauf verlustbringedner Beteiligungen (u. a. Taunus Film), die Aufgabe des Filmrechtehandels (u. a. "Was Frauen wollen") und eine Fokussierung auf das Kerngeschäft der Film(nach)bearbeitung. Die Restrukturierung unter Vorstand Christian Sommer gelang. 2004 wurde durch eine Kapitalspritze der Hauptgesellschafter Bavaria Film und Tele München sowie einem Forderungsverzicht der Banken der Fortbestand des Unternehmens ermöglicht und erstmals wieder ein Gewinn erzielt.
Am 12. August 2013 gab das Unternehmen unter Vorstand Christian Sommer die Zahlungsunfähigkeit bekannt, nachdem die beiden Hausbanken die Kreditlinie gekündigt hätten. Cinemedia verwies aber darauf, noch keinen Insolvenzantrag gestellt zu haben. Der Mehrheitsaktionär, die Tele München Gruppe plant unterdessen die Unterstützung von Sanierungsmaßnahmen. Seit dem 1. August 2014 wird die Aktie nicht mehr an deutschen Börsen gehandelt.
Die Tochtergesellschaften wurden z. T. während der Insolvenz und nach Fertigstellung laufender Produktionen zum 31. Januar 2015 geschlossen. Die Tonstudios für Film- und Fernsehmischung auf dem Bavaria Film Gelände in Grünwald bei München wurde von ARRI übernommen und nahtlos weiter betrieben.
Die ehemalige Tochtergesellschaft CinePostproduction hat seit 1. Februar 2015 einen neuen Betreiber.
Am 27. August 2015 beschloss die Hauptversammlung der im Entry Standard notierten Berliner Synchron Holding AG, dass die Gesellschaft künftig als CINEMEDIA AG firmieren wird. Kurz zuvor hatte das Unternehmen das deutsche und europäische Markenrechtsportfolio der operativ nicht mehr tätigen CineMedia Film AG Geyer-Werke erworben, die ihrerseits nach Abschluss des Insolvenzverfahrens aufgelöst wird.

## Tochtergesellschaften
Zur CineMedia gehörten die Postproduktions-Tochtergesellschaften:
- CinePostproduction GmbH Atlantik Film Hamburg
- CinePostproduction GmbH Bavaria Bild & Ton, München
- CinePostproduction GmbH Geyer Köln
- CinePostproduction GmbH Geyer Berlin
- CinePostproduction GmbH Halle

sowie die
- Licht & Ton GmbH, München (Geräteverleih)